# Lithophane contra
Lithophane contra là một loài bướm đêm trong họ Noctuidae.